# 資金大廈
資金大廈（英語：Capital Tower）位於新加坡丹戎巴葛罗敏申路168號，於2000年建成，樓高52層，是新加坡第4高的建築物。大樓原為新加坡郵政儲蓄銀行的總部，後來擁有權落入凱德集團手中，成為該集團的旗艦建築。

## 知名租客
- 新加坡政府投資公司